# Werner Hamel
Werner Hamel (9. veljače 1911. – 25. srpnja 1987.) je bivši njemački hokejaš na travi. Igrao je na mjestu napadača.
Osvojio je srebrno odličje na hokejaškom turniru na Olimpijskim igrama 1936. u Berlinu igrajući za Njemačku. Odigrao je dva susreta. Te godine je igrao za Berliner Hockey-Club.

## Vanjske poveznice
- Profil na Database Olympics